# جوازات سفر دول الاتحاد الأوروبي

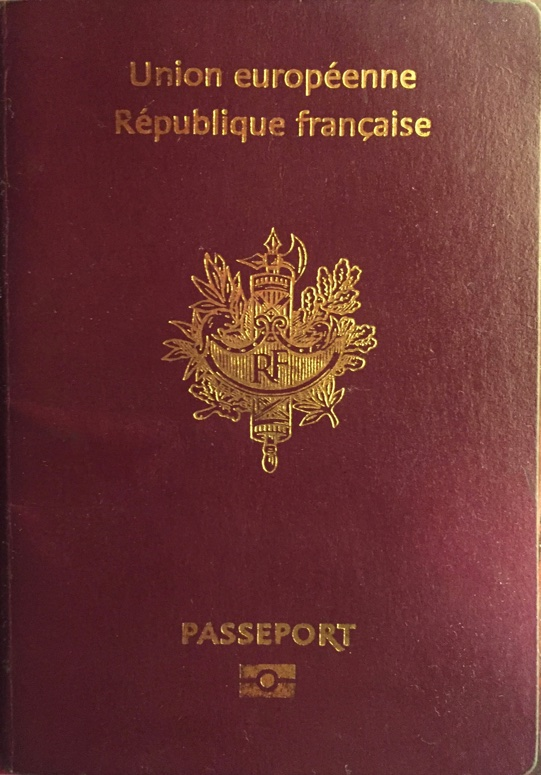
تحتوي كُتيبات جوازات السفر العادية للدول الأعضاء في الاتحاد الأوروبي على عناصر تصميم مشتركة، وجميعها باستثناء كرواتيا لها أغلفة ملونة بلون عنابي.

لا يصدر الاتحاد الأوروبي بنفسه جوازات سفر اعتيادية مثل الدول، لكن تُصدر الدول ال 27 الأعضاء وثائق سفر تشترك جميعها بصيغة موحدة. يحتوي هذا الشكل المشترك على أغلفة بلون خمري (باستثناء كرواتيا) مزخرفة - باللغة (اللغات) الرسمية للدولة المُصدرة (وأحيانًا ترجمتها إلى الإنجليزية والفرنسية) - مع عنوان «الاتحاد الأوروبي»، متبوعًا بـ اسم (أسماء) الدولة العضو وشعار النبالة وكلمة "PASSPORT"، إلى جانب رمز جواز السفر البيومتري في منتصف الجزء السفلي من الغلاف الأمامي.
كما تصدر بعض الدول الأعضاء في الاتحاد الأوروبي جوازات سفر لغير الاتحاد الأوروبي لأشخاص معينين يحملون جنسية لا تمنحهم مواطنة في الاتحاد الأوروبي (على سبيل المثال، مواطني الأقاليم البريطانية فيما وراء البحار باستثناء أولئك الذين لهم صلة بجبل طارق والأشخاص البريطانيين المحميين والمواطنين البريطانيين).
بالإضافة إلى ذلك، تُصدر المفوضية الأوروبية جواز مرور الاتحاد الأوروبي للأعضاء وبعض موظفي الخدمة المدنية في مؤسساتها.

## الاستخدام
يستطيع الشخص بجواز سفر ساري المفعول ممارسة حقه في حرية التنقل (أي أنه لا يحتاج إلى تأشيرة) في المنطقة الاقتصادية الأوروبية (الاتحاد الأوروبي وأيسلندا وليختنشتاين والنرويج وسويسرا).

### الشكل العام
- قياس الورق (B7)ا (ISO/IEC 7810 ID-3, 88 مم × 125 مم)
- 32 صفحة (يمكن إصدار جوازات سفر تحتوي على المزيد من الصفحات للمسافرين الدائمين)
- لون الغلاف: أحمر بورجوندي (باستثناء كرواتيا)[6]

### الغلاف
معلومات على الغلاف، باللغة (اللغات) الخاصة بدولة الإصدار:
- عبارة «الاتحاد الأوروبي» (قبل عام 1997: «الجماعة الأوروبية»)
- اسم الدولة المصدرة (بخط مشابه لعبارة «الاتحاد الأوروبي»)
- شعار الدولة
- كلمة «جواز سفر»
- رمز جواز سفر البيومتري

### الصفحة الأولى
المعلومات في الصفحة الأولى، بلغة أو أكثر من لغات الاتحاد الأوروبي:
- عبارة «الاتحاد الأوروبي»
- اسم الدولة المصدرة (بخط مماثل لعبارة «الاتحاد الأوروبي»)
- كلمة «جواز سفر»
- الرقم المسلسل (قد يتكرر أيضًا على الصفحات الأخرى)

### صفحة البيانات
معلومات في صفحة التعريف (من المحتمل أن تكون صفائحية)، بلغات الدولة المُصدرة بالإضافة إلى الإنجليزية والفرنسية، مصحوبة بأرقام تشير إلى فهرس يسرد معنى هذه الحقول بجميع لغات الاتحاد الأوروبي الرسمية:
| 1. الكنية        | 2. الاسم الأول        |
| 3. الجنسية       | 4. تاريخ الولادة      |
| 5. الجنس         | 6. مكان الولادة       |
| 7. تاريخ الإصدار | 8. تاريخ الانتهاء     |
| 9. السلطة        | 10. توقيع حامل الجواز |
يوجد في أعلى صفحة التعريف رمز "P" لجواز السفر ورمز (الأيزو 3166-1 حرفي-3) للبلد الذي أصدره ورقم جواز السفر. على الجانب الأيسر توجد الصورة. في أماكن أخرى قد تكون اختيارية يوجد رقم تعريف الوطني وميزات الارتفاع والأمان.

## نظرة عامة على جوازات السفر الصادرة عن 28 دولة عضو
| جوازات الدول الأعضاء | غلاف جواز سفر | صفحة البيانات الحيوية | التكلفة | الصلاحية | السلطة المختصة بالإصدار                                                                                                | أحدث إصدار     |
| -------------------- | ------------- | --- | --- | --- | --- | -------------- |
| النمسا               |               | رابط للصورة | - €75.90 (لعمر 12 سنة وما فوق) - €30.00 (لعمر 0–11) - مجاناً (لعمر 0–2، لأول إصدار) | - 10 سنوات (لعمر 12 وما فوق) - 5 سنوات (لعمر 2–11) - سنتان (لعمر 0–2)                                                                         | | 5 سبتمبر 2014  |
| بلجيكا               |               | رابط للصورة | - 65 يورو (للبالغين، 32 صفحة؛ في بلجيكا) - 35 يورو (للأطفال؛ 32 صفحة؛ في بلجيكا) - 240 يورو (للبالغين، 64 صفحة؛ في بلجيكا) - 210 يورو (للأطفال؛ 64 صفحة؛ في بلجيكا) - 75 يورو (للبالغين، 32 صفحة، في الخارج) - 35 يورو (للأطفال؛ 32 صفحة؛ في الخارج) - 240 يورو (للبالغين، 64 صفحة، في الخارج) - 210 يورو (للأطفال؛ 64 صفحة؛ في الخارج) | - 7 سنوات (البالغين بعمر 18 عامًا وما فوق) - 5 سنوات (القُصر الذين تقل أعمارهم عن 18 عامًا)                                                      | - الكومونات (في بلجيكا) - السفارات والقنصليات البلجيكية (بالخارج)                                                      | 1 مايو 2014    |
| بلغاريا              |               | رابط للصورة | - 40 ليف بلغاري (البالغين الذين تتراوح أعمارهم بين 14 و 58) - 20 ليف بلغاري (تحت سن 14 و 58-70) - 10 ليف بلغاري (أكثر من 70) | - 5 سنوات | وزارة الشؤون الداخلية                                                                                                  | 29 مارس 2010   |
| كرواتيا              |               | | - 390 كونا كرواتية | - 10 سنوات (البالغين البالغ عمرهم 21 سنة أو أكثر) - 5 سنوات (البالغين الذين تقل أعمارهم عن 21 سنة)                                            | - وزارة الداخلية بجمهورية كرواتيا                                                                                      | 3 أغسطس 2015   |
| قبرص                 |               | | - 70 يورو (للبالغين) - 45 يورو (للقاصرين) | - 10 سنوات (للبالغين) - 5 سنوات (القصر) | - دائرة السجل المدني والهجرة، وزارة الداخلية؛ السفارات واللجان العليا لجمهورية قبرص                                    | 13 ديسمبر 2010 |
| جمهورية التشيك       |               | | - 600 كرونة تشيكية (للبالغين الذين يبلغون 15 عامًا أو أكثر؛ يتم إصداره في غضون 30 يومًا) - 100 كرونة تشيكية (للأطفال دون سن 15 عامًا) - 1200 كرونة تشيكية (للبالغين فوق 15 سنة، في السفارات والقنصليات في الخارج، 120 يومًا) - 400 كرونة تشيكية (للأطفال دون سن 15 عامًا في الخارج) | - 10 سنوات (الأشخاص البالغين 15 عامًا أو أكثر) - 5 سنوات (الأطفال دون 15 عامًا)                                                                 | - في أي من مباني البلدية ال 250 المزودة سلطلة الإصدار - في الخارج: قنصليات جمهورية التشيك (باستثناء القنصليات الفخرية) | 1 سبتمبر 2006  |
| الدنمارك             |               | | - 622 كرونة دنماركيّة (من 18 إلى 64 سنة) - 377 كرونة دنماركيّة (65 سنة فما فوق) - 142 كرونة دنماركيّة (من 12 إلى 17 سنة) - 115 كرونة دنماركيّة (من سن 0-11) | - 10 سنوات (للبالغين) - 5 سنوات (الأطفال دون سن 18)                                                                                           | - كومونة (بلدية) | 1 يناير 2012   |
| إستونيا              |               | | - 40 يورو (للأعمار من 15 عامًا فما فوق) - 20 يورو (للأطفال أقل من 15 عامًا) - 60 يورو (للأعمار من 15 عامًا فما فوق عند التقديم خارج البلاد) - 20 يورو (الأطفال الأقل من 15 عامًا عند التقدم للخارج) | - 10 سنوات (15 عامًا فما فوق) - 5 سنوات (الأطفال دون 15 عامًا)                                                                                  | - الشرطة وحرس الحدود (PPA)                                                                                             | 1 يونيو 2014   |
| فنلندا               |               | | - 53 يورو (49 يورو على الإنترنت) - 26 يورو للمحاربين القدامى في الحروب الفنلندية (24 يورو على الإنترنت) - 88 يورو جواز سفر مؤقت | - 5 سنوات | - شرطة فنلندا | 21 أغسطس 2012  |
| جزر أولاند           |               | | - 53 يورو (49 يورو على الإنترنت) | - 5 سنوات | - شرطة أولاند | 21 أغسطس 2012  |
| فرنسا                |               | | - 86 يورو (للبالغين في فرنسا متروبوليتان ومقاطعات وأقاليم ما وراء البحار الفرنسية - 89 يورو (للبالغين خارج فرنسا) - 17 يورو (الأطفال من 0 إلى 14 في كل مكان) - 42 يورو (مراهق من 15 إلى 17 عامًا في كل مكان) | - 10 سنوات (للبالغين) - 5 سنوات (الأطفال دون سن 18)                                                                                           | - مكاتب الولايات (ولكن يمكن توجيه الاستمارات إلى أي بلدية في المدينة) - القنصليات الفرنسية (في الخارج)                 | 12 أبريل 2006  |
| ألمانيا              |               | ملف:Mustermann Reisepass Bundesrepublik Deutschland – Einband Vorderseite 2017.jpg                                                                               | - € 37.50 (مقدمو الطلبات أقل من 24 سنة؛ 32 صفحة) - 60 يورو (بعمر 24 سنة أو أكثر؛ 32 صفحة) - 59.50 يورو (للمتقدمين أقل من 24 سنة؛ 48 صفحة) - 82 يورو (بعمر 24 سنة أو أكثر؛ 48 صفحة) | - 10 سنوات (عمر 24 سنة أو أكثر) - 6 سنوات (المتقدمون أقل من 24 عامًا)                                                                          | مكتب تسجيل البلدية | 1 مارس 2017    |
| اليونان              |               | | - 84.40 يورو (للبالغين) - 73.60 يورو (للأطفال) | - 5 سنوات (المتقدمون الذين تبلغ أعمارهم 15 سنة أو أكثر) - سنتان (أطفال دون سن 15)                                                             | مركز الجوازات الوطني ("Διεύθυνση Διαβατηρίων/Αρχηγείο Ελληνικής Αστυνομίας")                                           | 28 أغسطس 2006  |
| هنغاريا              |               | | - 14000 فورينت هنغاري (10 سنوات) - 7500 فورينت هنغاري (خمس سنوات) | - 5 سنوات - 10 سنوات | مكتب التسجيل (Nyilvántartó Hivatal)                                                                                    | 1 مارس 2012    |
| أيرلندا              |               | | - 80 يورو (للبالغين، 32 صفحة) - 30 يورو (القصر) - 110 يورو (للبالغين، 66 صفحة) | - 10 سنوات (للبالغين) - 5 سنوات (أطفال) | دائرة القنصليات والجوازات في وزارة الخارجية                                                                            | 3 أكتوبر 2013  |
| إيطاليا              |               | رابط للصورة | - 116.00 يورو (42.50 يورو + 73.50 يورو ختم الإيرادات) | - 10 سنوات (الأشخاص البالغين من العمر 18 عامًا أو أكثر) - 5 سنوات (المتقدمون الذين تتراوح أعمارهم بين 3-17) - 3 سنوات (الأطفال دون سن 3 سنوات) | وزير الخارجية من خلال - الكويستور المحلي (في إيطاليا) - القنصليات والسفارات (بالخارج)                                  | 20 مايو 2010   |
| لاتفيا               |               | | - 28.46 يورو (للمتقدمين أكثر من 20 عاماً) - 14.23 يورو (للمتقاعدين والمعوقين والذين تقل أعمارهم عن 20 سنة) | - 10 سنوات (الأشخاص البالغين من العمر 60 عامًا أو أكثر) - 5 سنوات (المتقدمين الذين تتراوح أعمارهم بين 5 و 59) - سنتان (أطفال دون سن الخامسة)   | - مكتب شؤون المواطنة والهجرة (PMLP)                                                                                    | 29 يناير 2015  |
| ليتوانيا             |               | | - 43 يورو (للبالغين) - 21.50 يورو (للأطفال) | - 10 سنوات (الأشخاص البالغين 16 عامًا أو أكثر) - 5 سنوات (الأطفال الذين تتراوح أعمارهم بين 5 و 15) - سنتان (أطفال دون سن الخامسة)              | | 27 يناير 2011  |
| لوكسمبورغ            | رابط للصورة   | | - 50 يورو (جواز سفر لمدة 5 سنوات) - 30 يورو (جواز سفر لمدة عامين) | - 5 سنوات (المتقدمين الذين تتراوح أعمارهم بين 4 أو أكثر) - سنتان (مقدمو الطلبات أقل من 4)                                                     | مكتب الجوازات | 16 فبراير 2015 |
| مالطا                |               | - 70-80 يورو (للمتقدمين من سن 16 سنة فما فوق؛ تطبق رسوم أعلى من نيسان إلى آب) - 40 يورو (للمتقدمين من سن 10 إلى 15 سنة) - 16 يورو (مقدمو الطلبات أقل من 4 أعوام) | - 10 سنوات (المتقدمون الذين تبلغ أعمارهم 16 سنة وما فوق) - 5 سنوات (المتقدمين الذين تتراوح أعمارهم بين 10 إلى 15) - سنتان (مقدمو الطلبات أقل من 4) | مديرية الجوازات والسجل المدني | 29 سبتمبر 2008 |                |
| هولاندا              |               | | - 65.30 يورو (الحد الأقصى للتعرفة؛ البالغين؛ 34 صفحة؛ تُحدد البلديات السعر بشكل فردي؛ جواز سفر الأعمال المكون من 66 صفحة متاح بنفس السعر عند الطلب.) - 52 يورو (الحد الأقصى للتعرفة؛ القُصَّر؛ 34 صفحة؛ تُحدد البلديات السعر بشكل فردي). - 115.77 يورو (القُصَّر؛ 34 صفحة؛ في الخارج). - 129.07 يورو (للبالغين، 34 صفحة، في الخارج). - 94.38 دولاراً أمريكياً (القُصَّر؛ الحد الأقصى للتعرفة. جميع الأعمار 34 صفحة في أروبا وكوراساو وسانت مارتن وجزر الكاريبي الهولندية). - 109.24 دولار أمريكي (للبالغين، الحد الأقصى للتعرفة، جميع الفئات العمرية 34 صفحة في في أروبا، كوراساو، سانت مارتن، جزر الكاريبي الهولندية. جواز سفر لرجال الأعمال من 66 صفحة متاح بنفس السعر عند الطلب.) | - 10 years (applicants aged 18 and over) - 5 سنوات (المتقدمين الذين تقل أعمارهم عن 18)                                                        | - البلدية | 23 ديسمبر 2017 |
| بولندا               |               | | - 140 زلوتي بولندي (للمتقدمين الذين تتراوح أعمارهم بين 13 و 70) - 30 زلوتي بولندي (للمتقدمين الذين تقل أعمارهم عن 13 سنة) - مجانًا للمتقدمين الذين تبلغ أعمارهم 70 عامًا وأكثر - بعض فئات مقدمي الطلبات مؤهلة للحصول على خصم 50 ٪ من الرسوم ذات الصلة | - 10 سنوات (المتقدمون الذين يبلغون 13 عامًا وأكثر) - 5 سنوات (المتقدمين الذين تقل أعمارهم عن 13 عاماً)                                          | - حاكم المقاطعة - القنصل                                                                                               | 1 يناير 2018   |
| البرتغال             |               | Link to image | - 65 يورو | - 5 سنوات (المتقدمين الذين تبلغ أعمارهم 5 سنوات أو أكثر) - سنتان (أطفال دون سن الخامسة)                                                       | | 10 يوليو 2017  |
| رومانيا              |               | | - 258 ليو روماني (جواز سفر لمدة 5 سنوات، المتقدمين الذين تزيد أعمارهم عن 12 سنة) - 234 ليو روماني (جوازسفر لمدة 3 سنوات، المتقدمين الذين تقل أعمارهم عن 12) - 96 ليو روماني (جواز سفر مؤقت لمدة عام واحد) | - 5 سنوات (للمتقدمين من سن 12 فما فوق) - 3 سنوات (المتقدمون أقل من 12 عامًا) - 1 سنة (جواز سفر مؤقت)                                           | وزارة الشؤون الداخلية (المديرية العامة للجوازات)                                                                       | 26 أبريل 2006  |
| سلوفاكيا             |               | | - 33 يورو (مقدمو الطلبات أكبر من 16 عامًا) - 13 يورو (للمتقدمين من 6 إلى 16 سنة) - 8 يورو (مقدمو الطلبات من سن 6 أعوام أو أقل) - يوجد خصم 50 ٪ للمتقدّمين الذين يعانون من أمراض خطيرة؛ يوجد خصم 10 ٪ للمتقدمين الذين لا يمكن أخذ بصمات أصابعهم حيث يحصلون على جواز سفر صالح لمدة عام واحد. | - 10 سنوات (الأشخاص البالغين 16 عامًا أو أكثر) - 5 سنوات (الأطفال الذين تتراوح أعمارهم بين 5 و 15) - سنتان (أطفال دون سن الخامسة)              | | 15 يناير 2008  |
| سلوفينيا             |               | رابط للصورة | - 46.10 يورو (10 سنوات، 18 سنة فما فوق) - 39.30 يورو (5 سنوات، والسن 3-18) - 35.20 يورو (3 سنوات؛ العمر أقل من 3 سنوات) - 34.80 يورو (سنة واحدة؛ في حال ضياع أو سرقة الجواز من حامله مرتين أو أكثر خلال 5 سنوات، أو لا يمكن أخذ بصمات الأصابع) | | - وزارة الداخلية | 28 أغسطس 2006  |
| إسبانيا              |               | رابط للصورة | - 26.00 يورو | - 10 سنوات (المتقدمين أكثر من 30) - 5 سنوات (المتقدمون بين 5 و 30) - سنتان (مقدمو الطلبات أقل من 5 سنوات)                                     | - قيادة الشرطة الوطنية                                                                                                 | 2 يناير 2015   |
| السويد               | رابط للصورة   | رابط للصورة | - 350 كرونة سويدية | - 5 سنوات | - هيئة الشرطة السويدية (في السويد) - السفارات والقنصليات السويدية (بالخارج)                                            | 2 يناير 2012   |
| المملكة الممتحدة     |               | | - 72.50 جنيهًا إسترلينيًا (للبالغين، 32 صفحة) - 85.50 جنيهًا إسترلينيًا (للبالغين، 48 صفحة) - 46 جنيهًا إسترلينيًا (للأطفال) | - 10 سنوات (الأشخاص البالغين 16 عامًا أو أكثر) - 5 سنوات (الأطفال دون 16 عامًا)                                                                 | - مكتب صاحبة الجلالة لإصدار الجوازات                                                                                   | ديسمبر 2015    |
| جبل طارق             |               | | - 42 جنيهًا إسترلينيًا (للبالغين) - 25 جنيهًا استرلينيًا (للأطفال) | - 10 سنوات (الأشخاص البالغين 16 عامًا أو أكثر) - 5 سنوات (الأطفال دون 16 عامًا)                                                                 | - مكتب الأحوال المدنية والتسجيل، جبل طارق                                                                              |                |